# José Botelho de Matos
Dom José Botelho de Matos ( Lisboa, 5 de novembro de 1678 - Salvador, 22 de novembro de 1767) foi um prelado português, arcebispo de São Salvador da Bahia e Primaz do Brasil, um dos opositores da política do Marquês de Pombal contra os jesuítas no Brasil.
Foi ordenado padre em 6 de agosto de 1713. Em 5 de fevereiro de 1741, foi consagrado arcebispo metropolita de São Salvador da Bahia, sendo seu consagrante Dom Tomás de Almeida. Deu entrada na arquidiocese em 3 de maio de 1741. Em 1754, com a saída de Luís Peregrino de Ataíde, 10.º Conde de Atouguia do governo do Brasil, assumiu a junta governativa que governou até 1755. Com as intrigas feitas aos jesuítas pelo Marquês de Pombal, que os queria ver expulsos de todo o Império Português, enviou cartas a todos os prelados de sua jurisdição em nome do rei, Dom José I, para além da expulsão, que se confiscasse os bens da Companhia.
Como foi contra essa perseguição, por entender que "os jesuítas [eram] irrepreensíveis, mui úteis e beneméritos", tendo enviado uma carta com 80 assinaturas contrário ao despojo dos jesuítas. Assim, o Marques de Pombal passou a exigir que suas ordens fossem cumpridas, caso contrário, deporia o arcebispo de sua cátedra. Após pressões, acabou por resignar-se em 1759, retirando-se em 7 de janeiro de 1760. Acabou por construir a Igreja de Nossa Senhora da Penha, em Itapagipe, onde viria a falecer.